# WWE Draft 2024
Il Draft 2024 è stata la diciottesima edizione del Draft WWE, evento che permette il trasferimento degli atleti tra i roster di Raw, SmackDown ed NXT. L'evento, dalla durata di due serate, è iniziato con l'episodio del 26 aprile di SmackDown e si è concluso con l'episodio del 29 aprile di Raw.
Per la prima volta è stata inserita la regola che i campioni sarebbero stati esclusi dal draft e che sarebbero rimasti nei roster di appartenenza.

## Risultati

### Prima serata
Ci sono stati quattro round e ciascun roster aveva due scelte per round, con SmackDown che ha avuto sempre la prima scelta.
| Round | Scelta | Wrestler                                       | Brand pre-draft | Brand post-draft | Fonte |
| ----- | ------ | ---------------------------------------------- | --------------- | ---------------- | ----- |
| 1     | 1      | Bianca Belair                                  | SmackDown       | SmackDown        | [ 2 ] |
| 1     | 2      | Jey Uso                                        | Raw             | Raw              | [ 2 ] |
| 1     | 3      | Carmelo Hayes                                  | NXT             | SmackDown        | [ 2 ] |
| 1     | 4      | Seth Rollins                                   | Raw             | Raw              | [ 2 ] |
| 2     | 5      | Randy Orton                                    | SmackDown       | SmackDown        | [ 2 ] |
| 2     | 6      | Bron Breakker                                  | SmackDown       | Raw              | [ 2 ] |
| 2     | 7      | Nia Jax                                        | Raw             | SmackDown        | [ 2 ] |
| 2     | 8      | Liv Morgan                                     | Raw             | Raw              | [ 2 ] |
| 3     | 9      | LA Knight                                      | SmackDown       | SmackDown        | [ 2 ] |
| 3     | 10     | Ricochet                                       | Raw             | Raw              | [ 2 ] |
| 3     | 11     | Solo Sikoa, Tama Tonga e Paul Heyman           | SmackDown       | SmackDown        | [ 2 ] |
| 3     | 12     | Sheamus                                        | SmackDown       | Raw              | [ 2 ] |
| 4     | 13     | AJ Styles                                      | SmackDown       | SmackDown        | [ 2 ] |
| 4     | 14     | Chad Gable, Otis, Akira Tozawa e Maxxine Dupri | Raw             | Raw              | [ 2 ] |
| 4     | 15     | Andrade                                        | Raw             | SmackDown        | [ 2 ] |
| 4     | 16     | Kiana James                                    | NXT             | Raw              | [ 2 ] |

### Draft supplementare
| Wrestler                             | Brand pre-draft | Brand post-draft | Fonte |
| ------------------------------------ | --------------- | ---------------- | ----- |
| Alba Fyre e Isla Dawn                | SmackDown       | Raw              | [ 3 ] |
| Baron Corbin                         | NXT             | SmackDown        | [ 3 ] |
| Cedric Alexander e Ashante Adonis    | SmackDown       | SmackDown        | [ 3 ] |
| Ivar                                 | Raw             | Raw              | [ 3 ] |
| Shayna Baszler                       | Raw             | Raw              | [ 3 ] |
| Luke Gallows, Karl Anderson e Michin | SmackDown       | SmackDown        | [ 3 ] |
| Zoey Stark                           | Raw             | Raw              | [ 3 ] |

### Seconda serata
| Round | Scelta | Wrestler                                                                      | Brand pre-draft | Brand post-draft | Fonte |
| ----- | ------ | ----------------------------------------------------------------------------- | --------------- | ---------------- | ----- |
| 1     | 1      | Gunther e Ludwig Kaiser                                                       | Raw             | Raw              | [ 4 ] |
| 1     | 2      | Jade Cargill                                                                  | SmackDown       | SmackDown        | [ 4 ] |
| 1     | 3      | Dakota Kai, Iyo Sky, Asuka e Kairi Sane                                       | SmackDown       | Raw              | [ 4 ] |
| 1     | 4      | Kevin Owens                                                                   | SmackDown       | SmackDown        | [ 4 ] |
| 2     | 5      | CM Punk                                                                       | Raw             | Raw              | [ 4 ] |
| 2     | 6      | Bobby Lashley, Montez Ford, Angelo Dawkins e B-Fab                            | Smackdown       | SmackDown        | [ 4 ] |
| 2     | 7      | Braun Strowman                                                                | Raw             | Raw              | [ 4 ] |
| 2     | 8      | Tiffany Stratton                                                              | Smackdown       | Smackdown        | [ 4 ] |
| 3     | 9      | Rey Mysterio, Joaquin Wilde, Cruz Del Toro, Zelina Vega, Dragon Lee e Carlito | SmackDown       | Raw              | [ 4 ] |
| 3     | 10     | Santos Escobar, Angel, Berto e Elektra Lopez                                  | SmackDown       | SmackDown        | [ 4 ] |
| 3     | 11     | Drew McIntyre                                                                 | Raw             | Raw              | [ 4 ] |
| 3     | 12     | Shinsuke Nakamura                                                             | Raw             | SmackDown        | [ 4 ] |
| 4     | 13     | Finn Bálor, Dominik Mysterio e JD McDonagh                                    | Raw             | Raw              | [ 4 ] |
| 4     | 14     | Naomi                                                                         | SmackDown       | SmackDown        | [ 4 ] |
| 4     | 15     | Il'ja Dragunov                                                                | NXT             | Raw              | [ 4 ] |
| 4     | 16     | Chelsea Green e Piper Niven                                                   | Raw             | SmackDown        | [ 4 ] |
| 5     | 17     | Kofi Kingston e Xavier Woods                                                  | Raw             | Raw              | [ 4 ] |
| 5     | 18     | Kit Wilson e Elton Prince                                                     | SmackDown       | SmackDown        | [ 4 ] |
| 5     | 19     | Lyra Valkyria                                                                 | NXT             | Raw              | [ 4 ] |
| 5     | 20     | Candice LeRae e Indi Hartwell                                                 | Raw             | SmackDown        | [ 4 ] |
| 6     | 21     | Karrion Kross, Akam, Rezar, Scarlett e Paul Ellering                          | SmackDown       | Raw              | [ 4 ] |
| 6     | 22     | Johnny Gargano e Tommaso Ciampa                                               | Raw             | SmackDown        | [ 4 ] |
| 6     | 23     | Bronson Reed                                                                  | Raw             | Raw              | [ 4 ] |
| 6     | 24     | Blair Davenport                                                               | NXT             | SmackDown        | [ 4 ] |

### Draft supplementare
| Wrestler                              | Brand pre-draft | Brand post-draft | Fonte |
| ------------------------------------- | --------------- | ---------------- | ----- |
| Apollo Crews                          | Raw             | SmackDown        | [ 6 ] |
| Brutus Creed, Julius Creed e Ivy Nile | Raw             | Raw              | [ 6 ] |
| Dijak                                 | NXT             | Raw              | [ 6 ] |
| Giovanni Vinci                        | Raw             | SmackDown        | [ 6 ] |
| Kayden Carter e Katana Chance         | Raw             | Raw              | [ 6 ] |
| Natalya                               | Raw             | Raw              | [ 6 ] |
| Pete Dunne e Tyler Bate               | SmackDown       | Raw              | [ 6 ] |
| Odyssey Jones                         | Raw             | Raw              | [ 6 ] |
| Tegan Nox                             | Raw             | SmackDown        | [ 6 ] |